# Wereldkampioenschappen boogschieten 1973
De wereldkampioenschappen boogschieten 1973 waren door de Fédération Internationale de Tir à l'Arc (FITA) georganiseerde kampioenschappen voor boogschutters. De 27e editie van de wereldkampioenschappen vond plaats in de Franse stad Grenoble van 23 tot en met 29 juli 1973.

## Medailles

### Recurve
| Onderdeel             | Goud | Goud                                                 | Zilver | Zilver                                           | Brons | Brons                                         |
| --------------------- | ---- | ---------------------------------------------------- | ------ | ------------------------------------------------ | ----- | --------------------------------------------- |
| Mannen (individueel)  | URS  | Viktor Sydoroek                                      | FIN    | Kyösti Laasonen                                  | USA   | Stephen Lieberman                             |
| Mannen (team)         | USA  | Edwin Eliason Stephen Lieberman Larry Smith          | URS    | Alexander Aulov Aleksandr Panzin Viktor Sydoroek | FIN   | Kauko Laasonen Kyösti Laasonen Aaro Myllymäki |
| Vrouwen (individueel) | USA  | Linda Ann Myers                                      | URS    | Valentyna Kovpan                                 | URS   | Emma Gaptsjenko                               |
| Vrouwen (team)        | URS  | Emma Gaptsjenko Valentyna Kovpan Ketevan Losaberidze | USA    | Debbie Green Linda Ann Myers Doreen Wilber       | GBR   | Pauline Edwards Barbara Strickland Pam White  |

### Medaillespiegel
| Plaats | Land                | Goud | Zilver | Brons | Totaal |
| 1      | Sovjet-Unie         | 2    | 2      | 1     | 5      |
| 2      | Verenigde Staten    | 2    | 1      | 1     | 4      |
| 3      | Finland             | 0    | 1      | 1     | 2      |
| 4      | Verenigd Koninkrijk | 0    | 0      | 1     | 1      |
| Totaal | Totaal              | 4    | 4      | 4     | 12     |